# Bistum Lapua

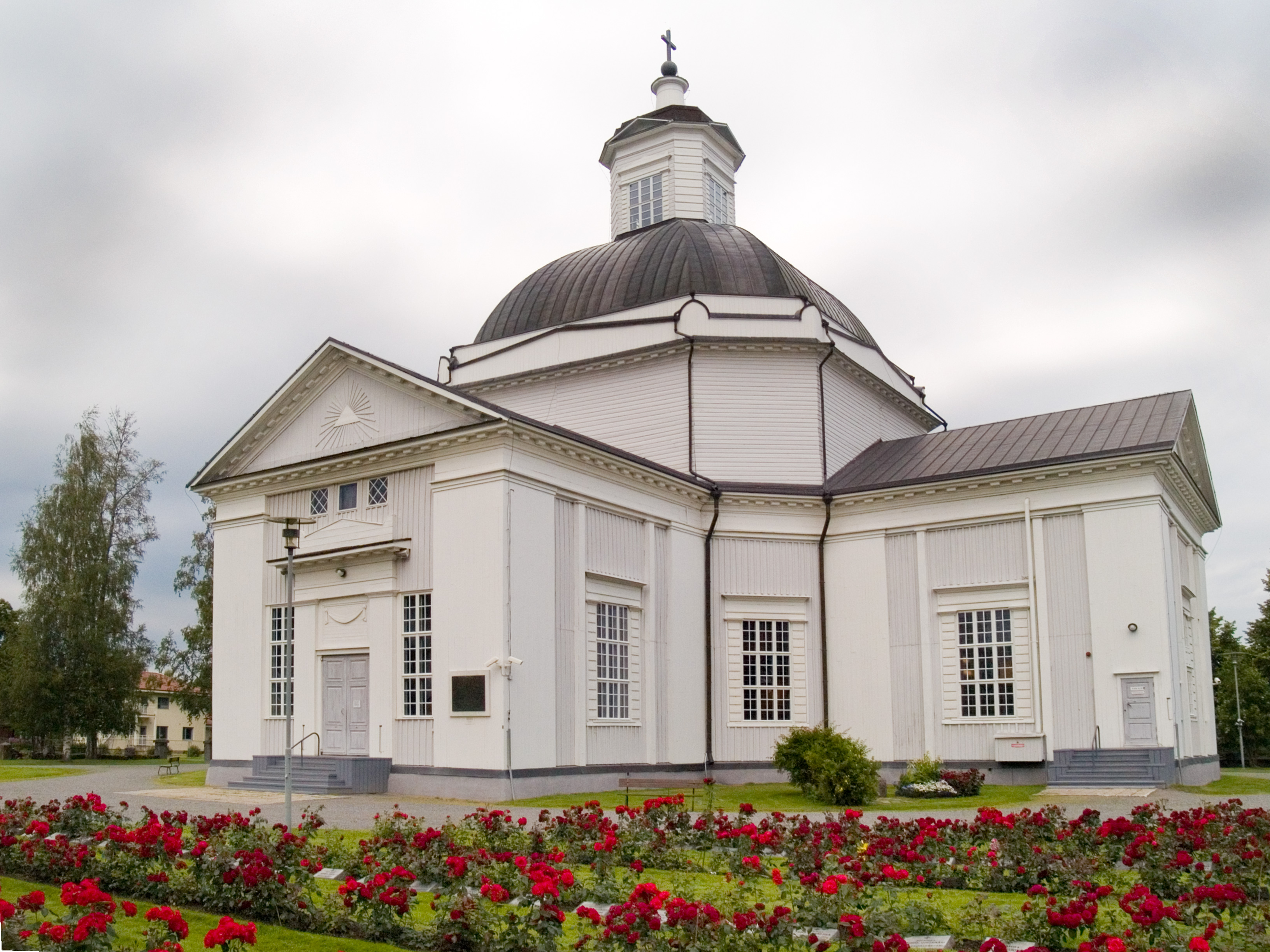
Lapua Kathedrale

Das Bistum Lapua (finnisch Lapuan hiippakunta) ist eins von neun Bistümern der Evangelisch-Lutherischen Kirche Finnlands. Bischof des Bistums ist seit 2022 Matti Salomäki.
Das Bistum wurde im Jahr 1956 gegründet. Es umfasst die Kirchengemeinden der Landschaft Südösterbotten, des größten Teils von Mittelfinnland, des Nordteils von Pirkanmaa sowie die finnischsprachigen Kirchengemeinden der Landschaft Österbotten. Bischofssitz ist der Dom von Lapua.

## Bischöfe
1. Eero Lehtinen 1956–1974
2. Yrjö Sariola 1974–1995
3. Jorma Laulaja 1995–2004
4. Simo Peura 2004–2022
5. Matti Salomäki 2022–